# 市川團子 (5代目)
五代目 市川 團子（いちかわ だんこ、2004年〈平成16年〉1月16日 - ）は、歌舞伎役者。屋号は澤瀉屋、定紋は八重澤瀉。歌舞伎名跡「市川團子」の当代。本名は香川 政明（かがわ まさあき）。

## 人物
東京都出身。香川照之（九代目市川中車）の長男として母の実家がある福岡県で生まれる。身長179cm。
2012年（平成24年）、新橋演舞場『スーパー歌舞伎 ヤマトタケル』のワカタケルで五代目市川團子を名のり初舞台。
2013年（平成25年）、国立劇場10月歌舞伎公演「春興鏡獅子」胡蝶にて、国立劇場賞特別賞受賞。
現役大学生で、青山学院大学文学部比較芸術学科に在学中。好きな食べ物はカツ丼とカプレーゼ。藤井風やK-POPが好きで、BTSとNewJeans、LE SSERAFIMをよく聴いている。

## 家族・親族
- 五世祖父：二代目市川段四郎
- 高祖父：初代市川猿翁
- 曾祖父：三代目市川段四郎
- 曾祖母：高杉早苗（女優）
- 祖父：二代目市川猿翁
- 祖母：浜木綿子（女優、元宝塚歌劇団雪組娘役）
- 父：香川照之（九代目市川中車）
- 大叔父：四代目市川段四郎
- 大叔母：市川靖子（女優）
- 従叔父：四代目市川猿之助

## 受賞歴
- 2024年　第41回浅草芸能大賞 新人賞[11][12]
- 2024年度　名古屋演劇ペンクラブ賞（5月御園座、小碓命後にヤマトタケル役に対して[13][14]）

## 出演作品

### 歌舞伎
- 平成24年（2012年） 新橋演舞場「六月大歌舞伎・七月大歌舞伎」の『スーパー歌舞伎 ヤマトタケル』-ワカタケル
- 平成25年（2013年） 国立劇場 10月歌舞伎公演『春興鏡獅子』-胡蝶の精
- 平成26年（2014年） 明治座 「十一月月花形歌舞伎」の『四天王楓江戸粧』-鬼童丸実は季武弟季明
- 平成27年（2015年） 歌舞伎座「壽 初春大歌舞伎」の『女暫』-茶後見
- 平成27年（2015年） 歌舞伎座「十二月大歌舞伎」の『通し狂言 妹背山婦女庭訓』-丁稚子太郎
- 平成28年（2016年） 歌舞伎座「八月納涼歌舞伎」の『東海道中膝栗毛』-政之助[15]
- 平成28年（2016年） 歌舞伎座「八月納涼歌舞伎」の『土蜘蛛』-太刀持音若
- 平成29年（2017年） 歌舞伎座「八月納涼歌舞伎」の『東海道中膝栗毛 歌舞伎座捕物帖』-五代政之助[16]
- 平成30年（2018年） 歌舞伎座「八月納涼歌舞伎」の『再伊勢参!? YJKT 東海道中膝栗毛』-五代政之助
- 平成31年（2019年） 歌舞伎座「八月納涼歌舞伎」の『東海道中膝栗毛』-雲助團市実は五代政之助
- 令和2年（2020年） 歌舞伎座「壽 初春大歌舞伎」の『連獅子』-狂言師左近後に子獅子の精
- 令和2年（2020年） 歌舞伎座「吉例顔見世大歌舞伎」の『義経千本桜 川連法眼館』-駿河次郎
- 令和2年（2020年）歌舞伎座「十二月大歌舞伎」の『傾城反魂香』-狩野雅楽之助
- 令和3年（2021年）東京建物 Brillia HALL 市川弘太郎 歌舞伎自主公演「不易流行 遅ればせながら、市川弘太郎の会」の『義経千本桜 川連法眼館』-源義経
- 令和3年（2021年） 歌舞伎座「八月花形歌舞伎」の『三社祭』-善玉
- 令和4年（2022年)　歌舞伎座「三月大歌舞伎」の『新・三国志 関羽編』-関平
- 令和4年（2022年）歌舞伎座「八月納涼歌舞伎」の『浮世風呂』-なめくじ
- 令和4年（2022年)　歌舞伎座「八月納涼歌舞伎」の『東海道中膝栗毛 弥次喜多流離譚（やじきたリターンズ）』-五代政之助／娘お夏[17]
- 令和4年（2022年）春秋座「市川猿之助　春秋座特別舞踏公演」の『独楽』-独楽売萬作
- 令和4年（2022年）歌舞伎座「十一月吉例顔見世大歌舞伎」の『助六由縁江戸桜』-傾城愛染
- 令和4年（2022年）歌舞伎座「十二月大歌舞伎」の『助六由縁江戸桜』-茶屋廻り
- 令和5年（2023年）博多座「二月花形歌舞伎」の『新・三国志　関羽篇』-関平
- 令和5年（2023年）博多座「夢見る力　特別舞踏公演」の『悪太郎』-太郎冠者
- 令和5年（2023年）明治座「市川猿之助奮闘歌舞伎公演」の『御贔屓繋馬』-百足のお百実は田原藤太娘千晴
- 令和5年（2023年）明治座「市川猿之助奮闘歌舞伎公演」の『不死鳥よ波濤を超えて』-平知盛（20～27日：代役）
- 令和5年（2023年）歌舞伎座「六月大歌舞伎」の『傾城反魂香』-土佐修理之助
- 令和5年（2023年）歌舞伎座「七月大歌舞伎」の『菊宴月白浪』-口上人形（声のみの出演）
- 令和5年（2023年）歌舞伎座「八月納涼歌舞伎」／南座「九月花形歌舞伎」の『新・水滸伝』-彭玘
- 令和5年（2023年）立川ステージガーデン「立川立飛歌舞伎特別公演」の『義経千本桜忠信篇　道行初音旅』-佐藤忠信実は源九郎狐
- 令和6年（2024年）新橋演舞場「スーパー歌舞伎」の『ヤマトタケル』-小碓命後にヤマトタケル／大碓命（中村隼人との交互出演）

### 映画
- 平成25年（2013年） シネマ歌舞伎『スーパー歌舞伎　ヤマトタケル』-ワカタケル
- 平成29年（2017年）シネマ歌舞伎『東海道中膝栗毛』-供侍　伍代政之助
- 平成30年（2018年）シネマ歌舞伎『東海道中膝栗毛　歌舞伎座捕物帖』-五代政之助